# شاطرلی (جلیل‌آباد)
شاطرلی (به ترکی آذربایجانی: Şatırlı) یک منطقه مسکونی در جمهوری آذربایجان است که در شهرستان جلیل‌آباد واقع شده‌است. شاطرلی ۱۳۸۸ نفر جمعیت دارد.